# Four Seasons (Гонконг)
Four Seasons Hotel Hong Kong (香港四季酒店) — 42-этажный пятизвёздочный отель, расположенный в Центральном районе Гонконга. Входит в состав офисно-гостиничного комплекса International Finance Centre, принадлежащего компаниям Henderson Land и Sun Hung Kai Properties. Построен в 2002—2005 годах по проекту компании Rocco Design Architects. Оператором отеля является канадская гостиничная сеть Four Seasons Hotels and Resorts.
Согласно престижному рейтингу Forbes Travel Guide, гонконгский отель Four Seasons входит в тройку лучших отелей мира. Согласно другим рейтингам, он входит в число лучших пятизвёздочных отелей Гонконга.   

## История
Four Seasons Hotel Hong Kong открылся в сентябре 2005 года. Архитектором выступила гонконгская компания Rocco Design Architects. В 2008 году отель покорил французский «человек-паук» Ален Робер. В 2012 году в отеле была проведена полная реконструкция.

## Структура
В 42-этажной башне Four Seasons Hotel имеется 399 номеров, в том числе 54 номера люкс, трёхзвёздочные мишленовские рестораны Lung King Heen (кантонская кухня) и Caprice (французская кухня), ресторан The Lounge (западная и азиатская кухня), Blue Bar, четыре бассейна, спа-салон, маникюрный салон, фитнес-центр, художественная галерея, банкетный зал, несколько конференц-залов и залов для переговоров. Все номера оформлены в двух стилях — китайском и западном. Непосредственно из холла отеля можно попасть в огромный торговый центр IFC Mall. 
В соседней башне Four Seasons Place расположено 519 роскошных жилых квартир, которые сдаются на длительное время и обслуживаются по принципу пятизвёздочного отеля. В Four Seasons Place имеются спортзал и бассейн на крыше.
В непосредственной близости от Four Seasons Hotel расположены станция метро Гонконг (Hong Kong Station), обслуживающая линии Аэропорт-Экспресс и Тунчхун, а также паромный терминал Central Ferry и небоскрёб The Center.

## Галерея

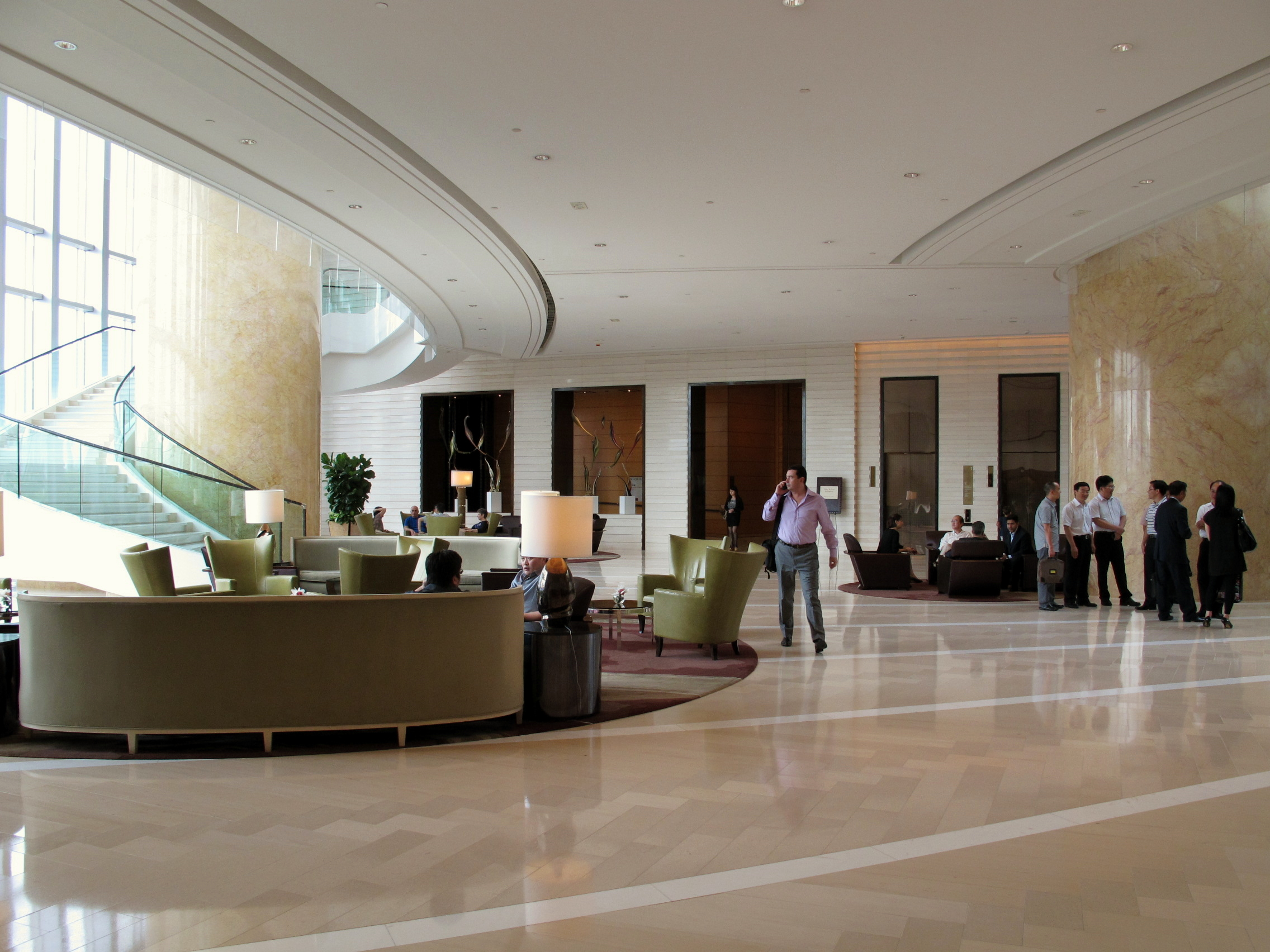
Лобби
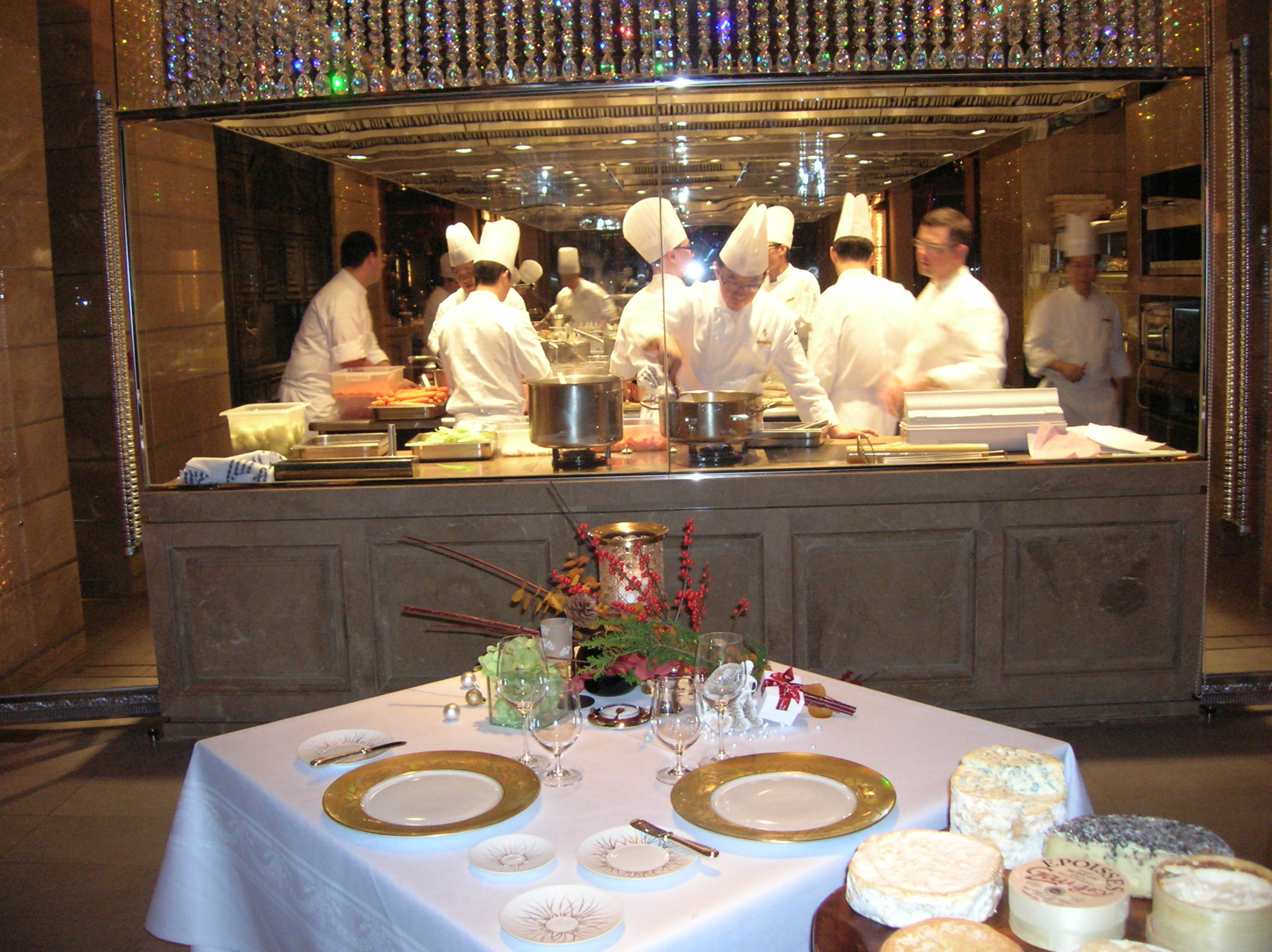
Ресторан Caprice
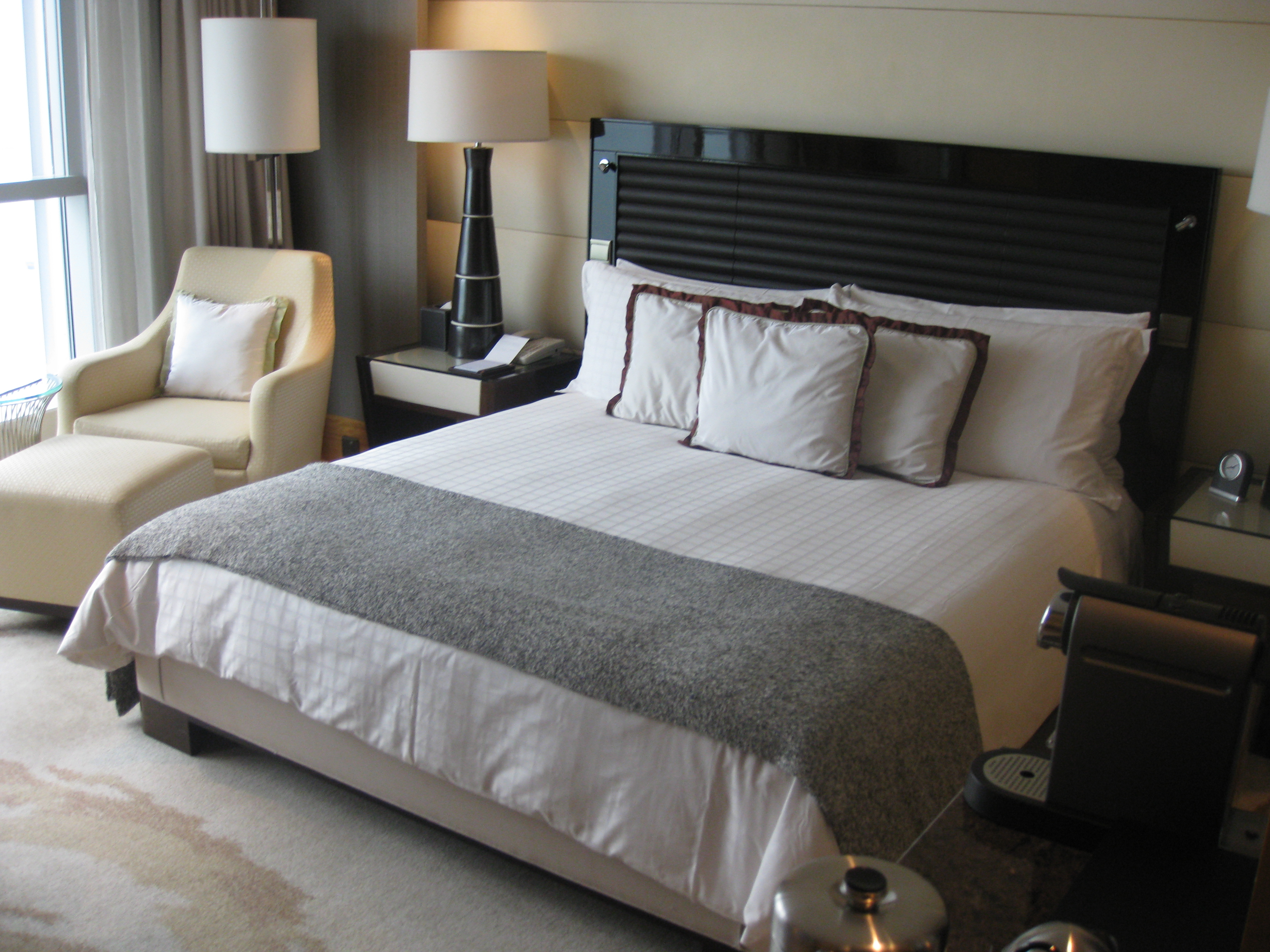
Номер